# 兀惹
兀惹（こつじゃく）は、10世紀後半に存在した渤海遺民により建国された王朝である。

## 概説
兀惹は、契丹より渤海が滅亡した後、渤海人貴族が契丹の支配に抵抗して建国された。表記は「兀惹」「烏舎」「烏舎城渤海」「烏惹」「嗢熱」等であり、「兀惹＝烏舎＝烏惹＝嗢熱」と発音の類似が認められ「weji（ウェジ）」（満洲語で「森林」の意味）に近い発音であったと推測される。後の賓州（現在の吉林省長春市農安県）にあたり、中国文化を受容していた。

## 歴史

### 遼代の兀惹国
渤海の滅亡後、契丹の支配下に置かれた渤海国の故地には、その後の渤海遺民の自立運動の結果、定安国が建てられた。981年、定安国王烏玄明は女真使者に託して北宋に「高麗の旧壌と渤海の遺黎を以て方隅に保拠す云々、扶余府が契丹に背いて帰順し、契丹の脅威が迫る宋に救援を依頼したい」等と上奏している。北宋も詔を以て宋・高麗・定安の三国による契丹包囲網が形成された。北宋はまた「烏舎城浮渝府渤海琰府王」なる者に詔を下し、契丹攻撃を促している（「浮渝府」は「扶余府」と考えられる）。定安国は北宋に対し、扶余府が自国に帰順した説明を行っていたが、実際には烏舎国として独立していたことが窺える記録である。
986年、契丹は定安国を攻撃し、定安国は滅亡した。その後995年に渤海人貴族烏昭慶が挙兵したが（「兀惹国」）、翌996年、契丹に降伏した。契丹への抵抗運動は後渤海国に引き継がれる。

### 金代の兀惹国
金代には、兀惹国の指導者は烏氏から李氏に変わっている（支配層の出自に変更があったとする説もある）。長子の「李靖」の妹「金哥」が、金朝の第2代皇帝の伯父で太祖の庶長子の斡本（宗幹）の側室となった。これは高い文化を有す兀惹国（烏舎国）が評価されたものと考えられている。この金哥との間に生まれたのが「充（本名「神土懣」）」である。充は金帝国第4代皇帝である海陵王の兄にあたり、教養人として知られた。